# Inspiration4
Az Inspiration4 (stilizálva Inspirati④n) az első, csak civil űrhajósokkal véghezvitt űrrepülés. Az indításra 2021. szeptember 16-án került sor egy Falcon 9 Block 5 típusú hordozórakétával. A három napig tartó repüléshez a SpaceX Dragon 2 űrhajóját használták. A küldetést Jared Isaacman üzletember finanszírozta, a misszió a St. Jude gyermekkórház számára gyűjtött adományt.
Az Inspiration4 volt az első olyan küldetés a Hubble űrtávcső 2009-es karbantartó küldetése óta, amelynek nem egy űrállomás meglátogatása volt a fő célja.

## Személyzet
| Beosztás            | Kereskedelmi űrhajós                         | Kereskedelmi űrhajós                         |
| ------------------- | -------------------------------------------- | -------------------------------------------- |
| Küldetésparancsnok  | Jared Isaacman „Rook” Első űrrepülés         | Jared Isaacman „Rook” Első űrrepülés         |
| Pilóta              | Sian Proctor „Leo” Első űrrepülés            | Sian Proctor „Leo” Első űrrepülés            |
| Fedélzeti orvos     | Hayley Arceneaux „Nova” Első űrrepülés       | Hayley Arceneaux „Nova” Első űrrepülés       |
| Küldetésspecialista | Christopher Sembroski „Hanks” Első űrrepülés | Christopher Sembroski „Hanks” Első űrrepülés |

## Az űrhajó
A repüléshez a SpaceX Dragon 2 típusú, C208-as számú Resilience (magyarul: Kitartás) nevű űrhajót használják fel. Ez lesz a második a repülése ennek az űrhajónak, amely először a SpaceX Crew–1 küldetésen repült és 2021. május 2-án szállt le a Mexikói-öböl vizére. Az űrhajón a Nemzetközi Űrállomáshoz való csatlakozáshoz használt adaptert egy 360°-os látószögű üvegkupolára cserélték ki erre a küldetésre, ahonnan kilátás nyílik a világűrre és a Földre. Az üvegkupola hasonló a Nemzetközi Űrállomáson található Kupola modulhoz.